# ガードインターバル
電気通信において、ガードインターバル（英: Guard interval、GI、ガード区間とも）とは別個の伝送データが前後の時間のデータとお互いに干渉しないことを目的とするために用いる、符号長の付加時間。
例えば電気信号を無線通信など空間を伝搬させて送る場合には、アンテナからアンテナに直接届く信号のほか、建物などにより反射され時間的に遅れて届く信号が生じるマルチパスという現象が発生する。遅れて届いた信号は先に届いた信号と重なることにより、復調器は正確な復調が困難となる符号間干渉という現象を生じる。これを防ぐため、あらかじめマルチパスによる符号間干渉を想定して同じ符号状態を保つガードインターバル時間を付加し、復調は干渉の生じていない時間に行なう。
ガードインターバルとして加える符号の継続時間は、有効符号長時間からの比として示され、「ガードインターバル比」として表現する。ガードインターバルが長くなるほど、より遠くの反射に対応できるが、伝送路効率は悪くなる。たとえば、地上デジタル放送方式であるISDB-TやDVB-Tでは1/32、1/16、1/8、1/4の4種類のガードインターバル比（シンボル期間の分数として与えられる）を利用できる。1/32では伝送効率は最高になるが保護力は最も低い。逆に1/4では伝送効率は最も低いが、保護力は最も高くなる。

## ガードインターバルを使用した通信の例
- D-AMPS - 北米を中心に使用される第二世代携帯電話
- DVB-T - 欧州やオセアニアを中心に使用される地上デジタルテレビ放送
- IEEE 802.11 - 無線LAN規格のひとつ
- ISDB-T - 日本や南米を中心に使用される地上デジタルテレビ放送